# Золотая Нива (район Магжана Жумабаева)
Золотая Нива (каз. Золотая Нива, до 1989 г. — Жданово) — село в районе Магжана Жумабаева Северо-Казахстанской области Казахстана. Административный центр и единственный населённый пункт Золотонивского сельского округа. Код КАТО — 593645100.

## Население
В 1999 году население села составляло 1145 человек (565 мужчин и 580 женщин). По данным переписи 2009 года, в селе проживало 712 человек (337 мужчины и 375 женщин).